# 湖南博物院
湖南博物院位于湖南长沙，占地5万多平方米，是湖南省最大的历史文化博物馆，旧称「湖南省博物馆」。其初建于1951年3月，1956年7月正式建馆，1974年7月长沙马王堆汉墓出土文物陈列馆建成开放。2003年1月13日新陈列大楼建成开放。2008年5月18日，湖南省博物馆被中国文物局列为首批“国家一级博物馆”。2012年6月18日因改扩建工程暂停开放，于2017年11月29日重新开放。2022年7月30日，湖南省博物馆正式更名为湖南博物院。
湖南博物院现有馆藏文物18万余件。院內收藏了為數不少的马王堆汉墓出土文物，包括两千年不腐的马王堆女尸、馬王堆一號漢墓帛畫、直裾素紗襌衣，載有政治、經濟、哲學、歷史、天文、地理、醫學等等內容的帛書。湖南出土的众多青铜器也在院內陈列。
其他重要展品还有「湖南考古十大新发现」，著名书法家画家的作品等。

## 常设展览

### 马王堆汉墓陈列
《馬王堆漢墓陳列》展示的是於1972年至1974年期間於长沙马王堆三座西汉墓葬的文物，當中以一號墓出土的女屍辛追最具考古價值，另外，三號墓中出土的馬王堆帛書亦提供了各種經典，如《易經》、《老子》於漢代初期的版本。

### 湖南商周青铜器陈列
湖南历来就是商周青铜器出土重镇，斐声中外的四羊方尊就是从这里出土的。现在院内有国家一级文物大禾方鼎，造形奇特。有纹饰精美独特的皿天全方罍，还有西周至战国时期的各种铜制兵器，如箭头、戈、剑等。

### 湖南名窑陶瓷陈列
《湖南名窑陶瓷陈列》是展示湖南地区古代陶瓷艺术风采的展览。展出的150件珍品中，有釉色晶莹、雕塑栩栩如生的湘阴窑瓷，有以釉下彩绘为装饰特色的长沙窑瓷，有以釉下五彩蜚声中外的醴陵窑瓷。

### 明清书法陈列
《明清书法陈列》精选了明清两代书法大家的珍品手迹，其中包括沈周、文徵明、陈淳、李东阳、徐渭、吴昌硕、赵之谦、王铎、石浪、祝允明、董其昌、郑燮、曾国藩、左宗棠、刘墉、查昇、黄慎、羅典、查士標、王文治、梁同書等人的书法作品。

### 明清繪畫陳列
《明清繪畫陳列》展示了明清二朝的繪畫作品。与《明清书法陈列》交替展出。

### 湖南十大考古发现
《湖南十大考古新发现陈列》展示的是10余年来湖南地区的10大考古成就，其中7项被评为当年全国10大考古新发现之一，3项被评为20世纪100项考古大发现之一，而龍山縣里耶鎮战国秦汉城址及秦简的发掘，已被誉为21世纪中国最重大考古发现之一。

## 臨時展覽
博物院亦會舉辦臨時展覽，展出國內外博物館的各類文物或藝術品，以供遊客參觀欣賞。

## 公众服务
湖南博物院自2008年3月20日起基本陈列向社会免费开放，参观者凭二代身份证可直接免票进入，其他有效证件需领取当日参观券，亦可提前于网站、官方App及微信登记预订。其它临时展览酌情收费或免费开放。

## 開放時間
每周二至周日9:00—17:00（16:00停止入館），每周一（國家法定節假日除外)及農歷除夕全天閉館。

## 馆藏禁止出境展览文物
湖南博物院现藏有11件禁止出境展览文物：

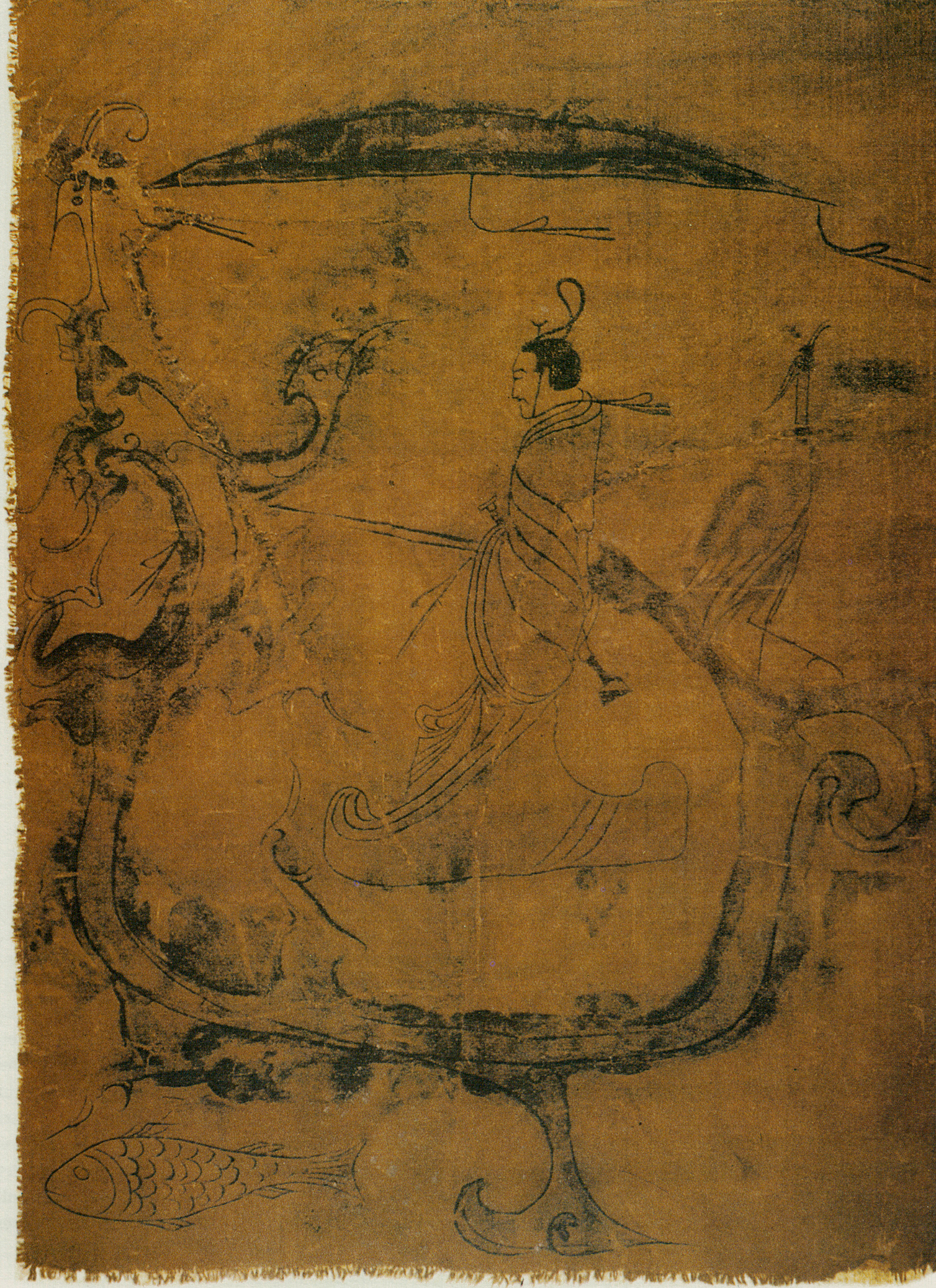
人物御龙帛画
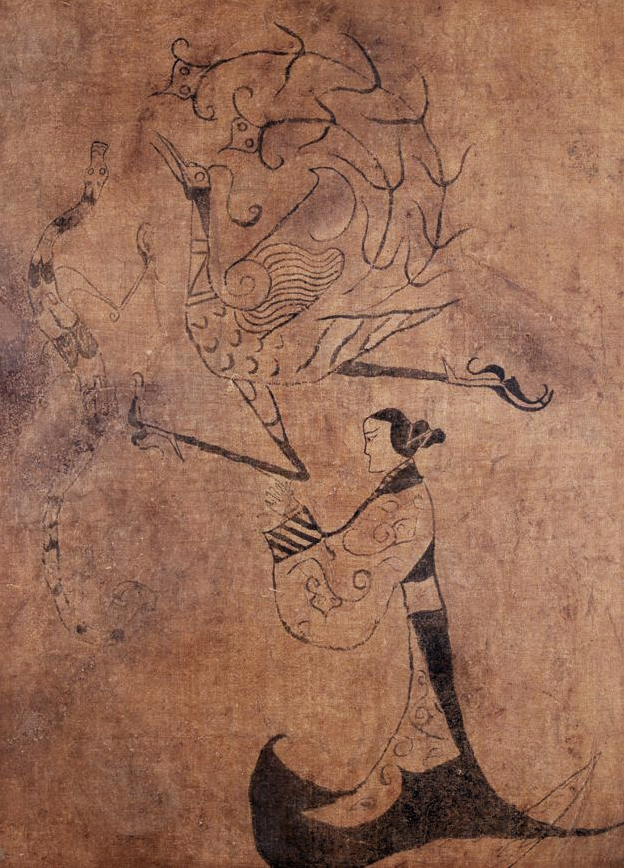
人物龙凤帛画
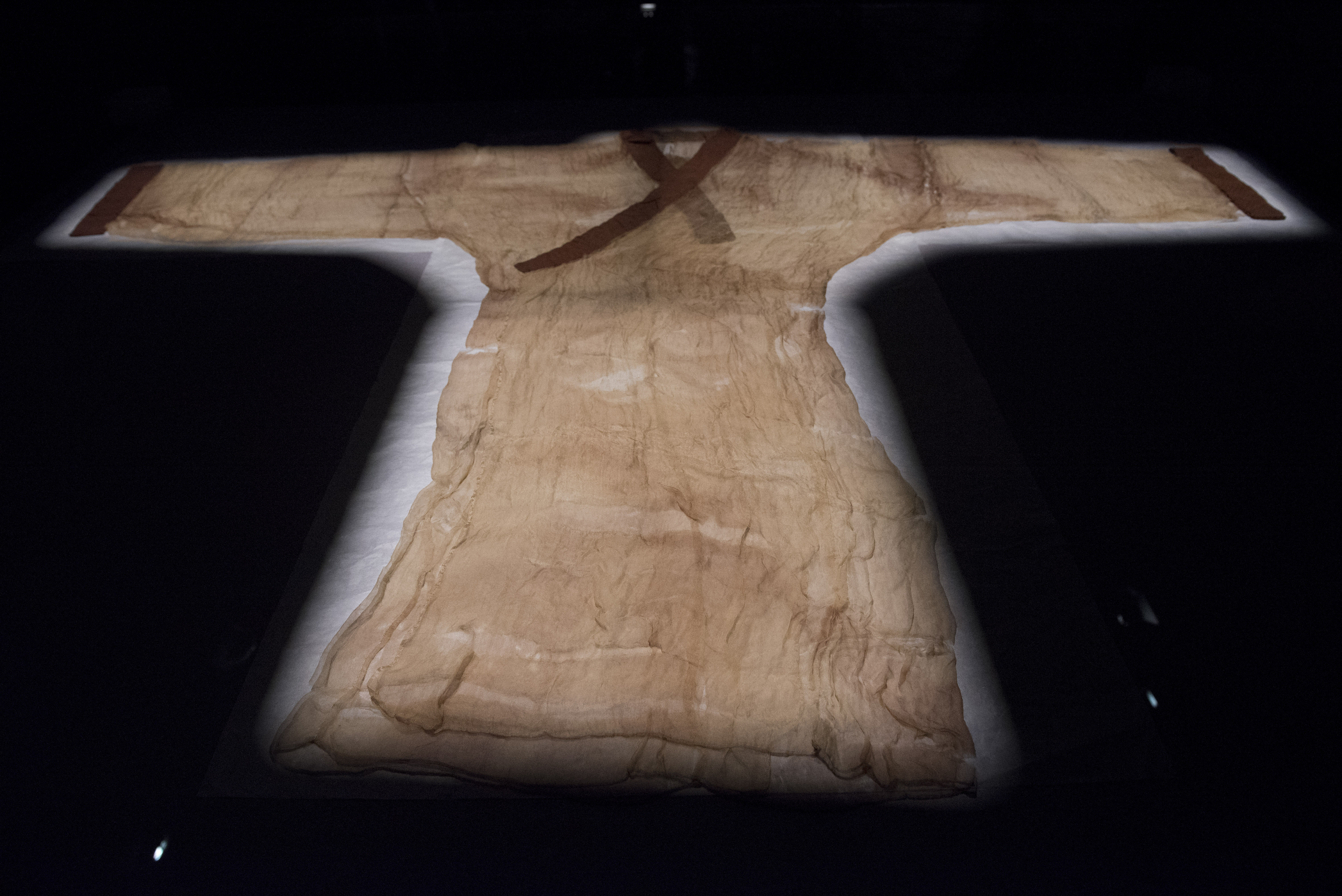
直裾素紗襌衣
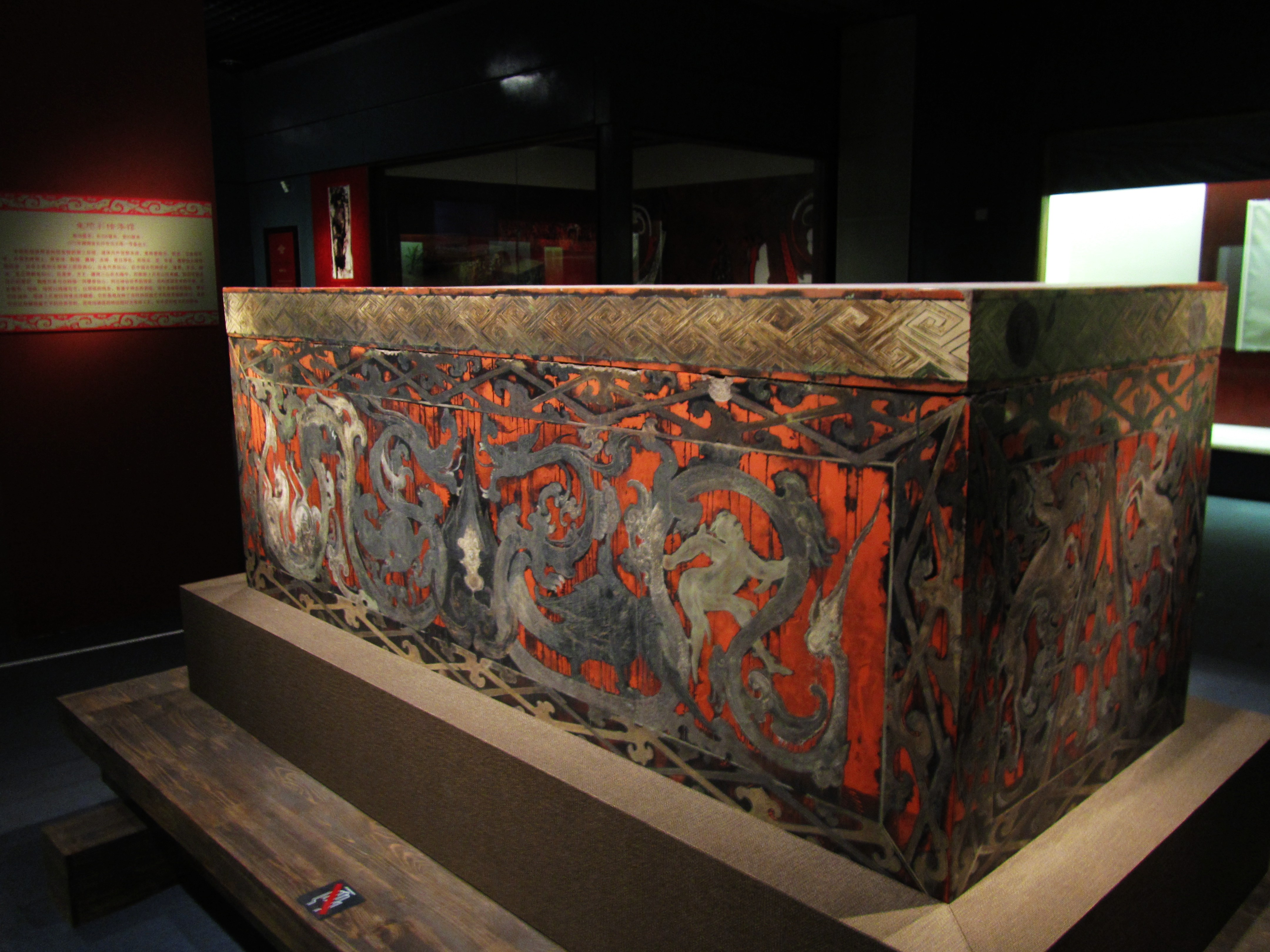
马王堆一号墓木棺椁
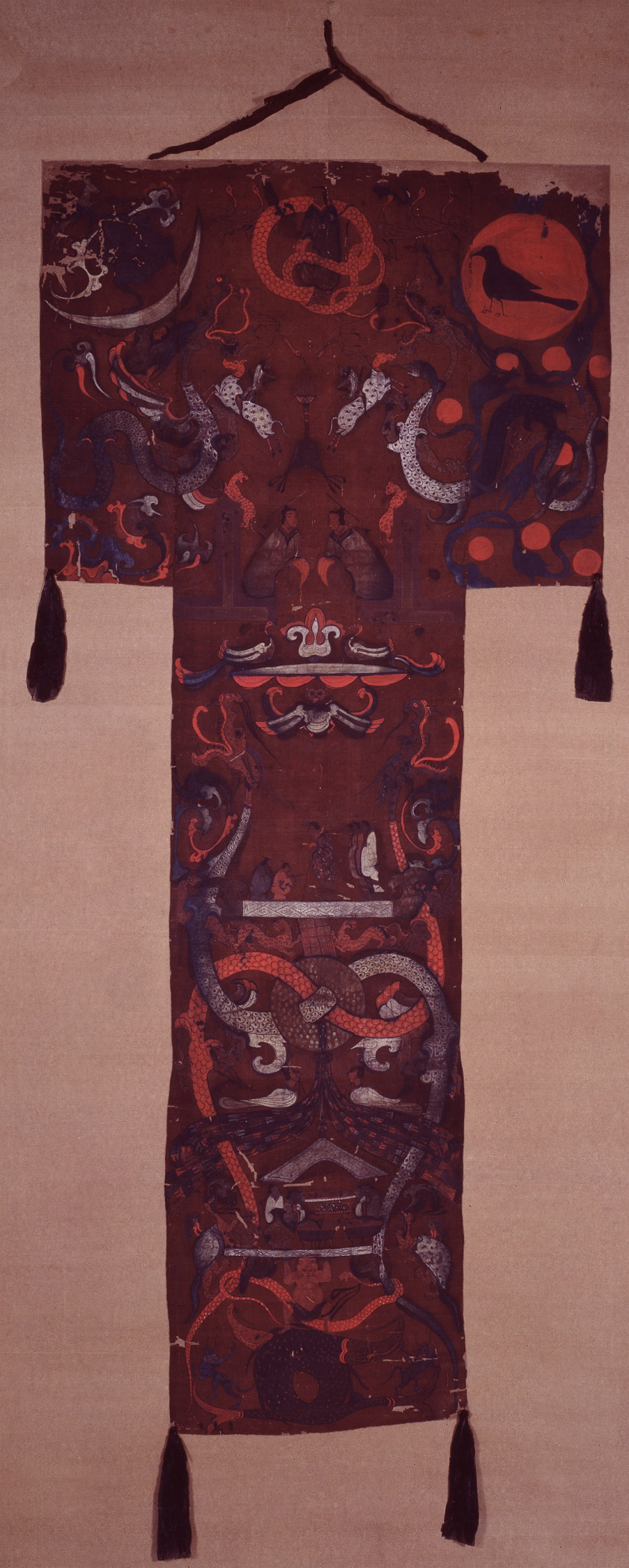
马王堆一号墓T型帛画
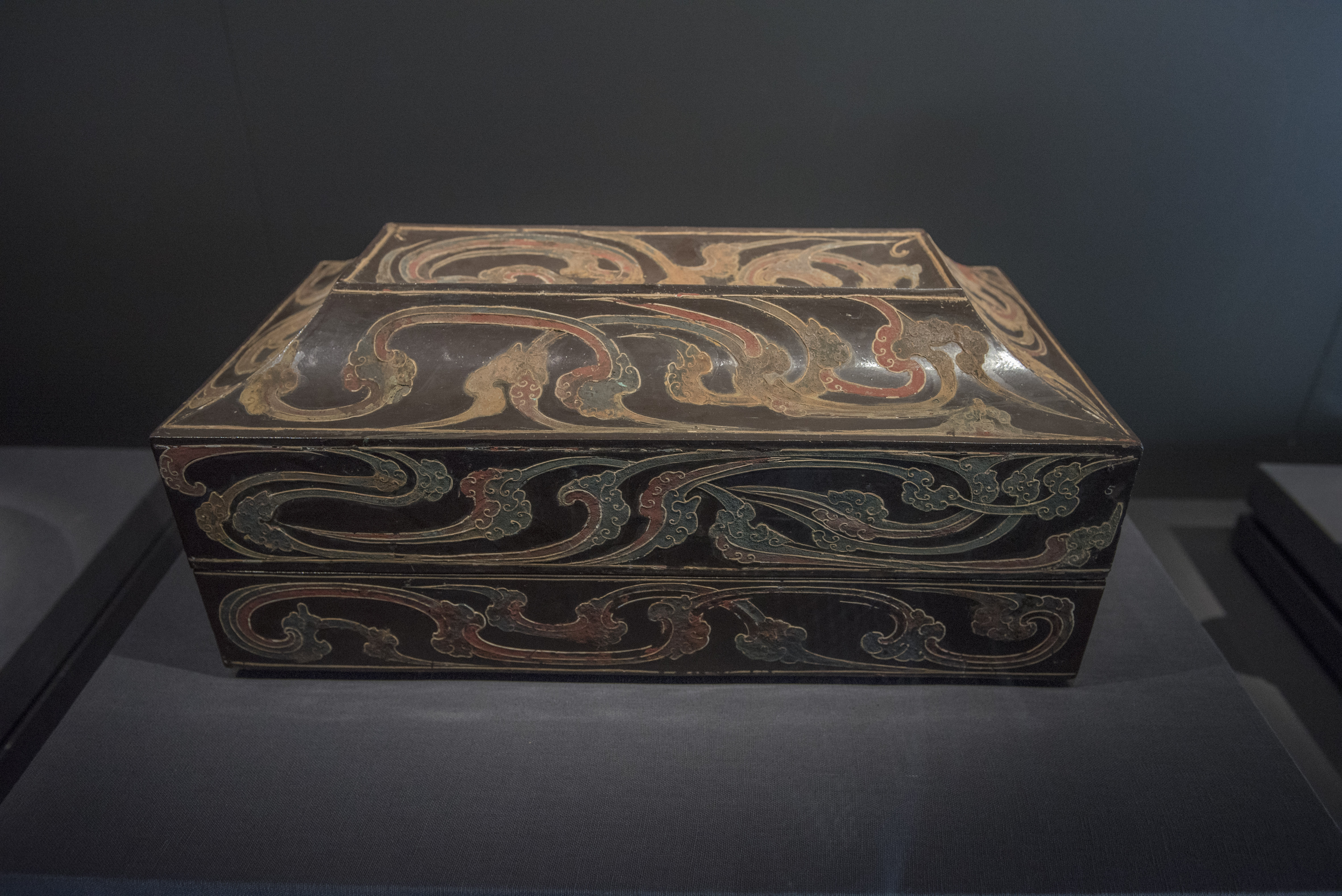
识文彩绘盝顶长方形漆奁
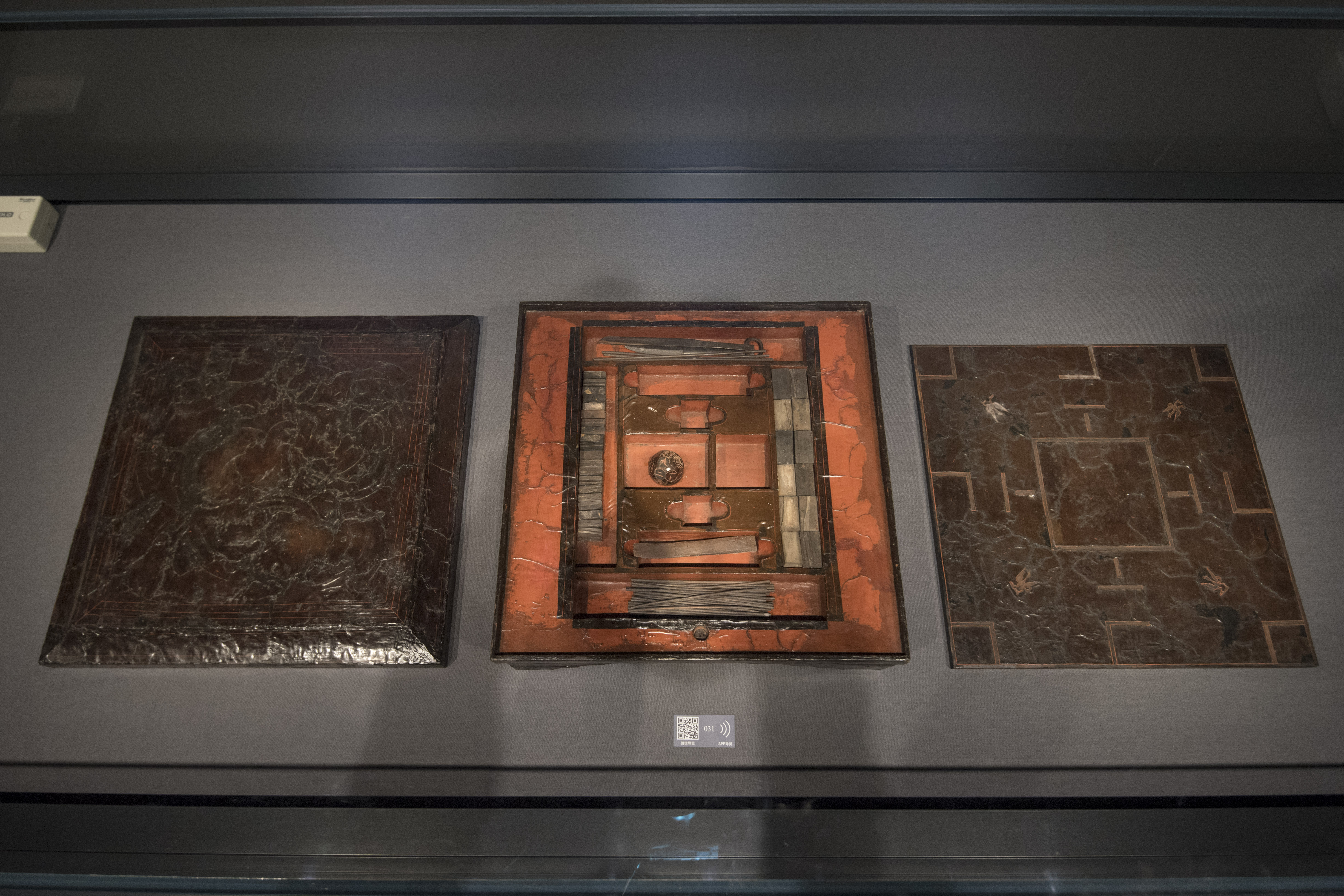
黑漆朱绘六博具
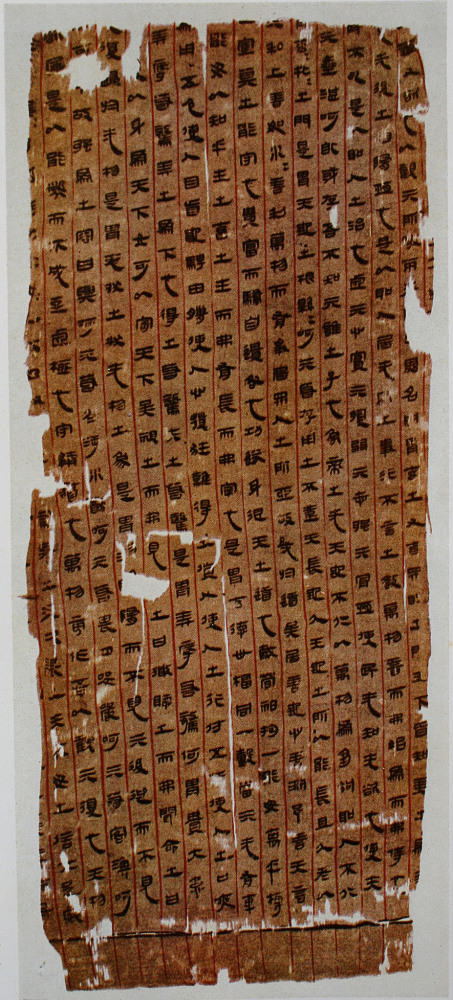
马王堆帛书周易
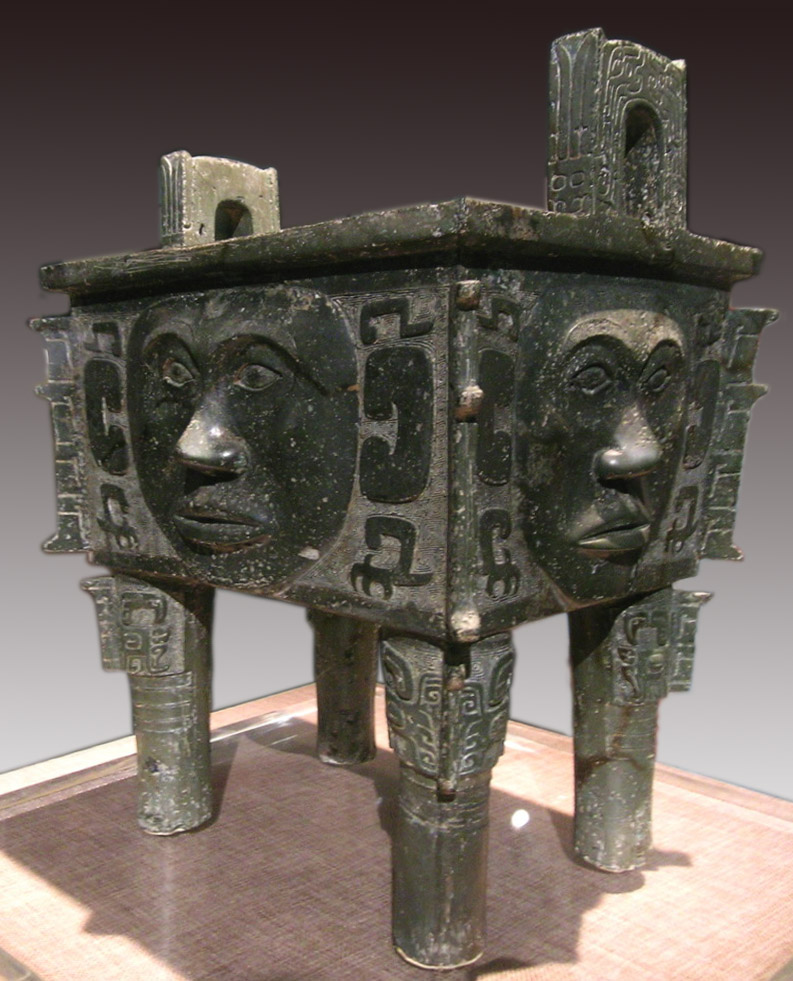
大禾方鼎
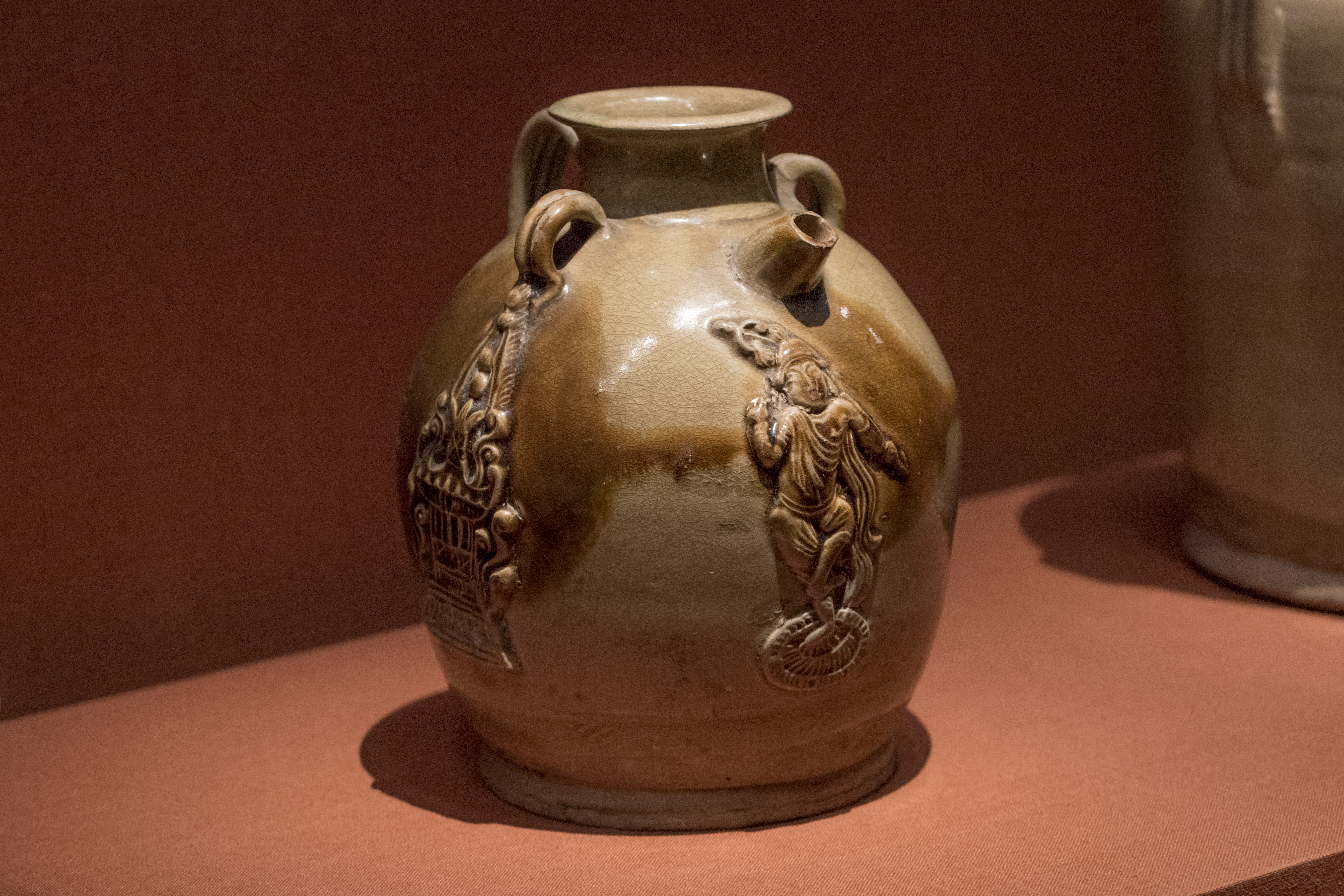
长沙窑青釉褐彩贴花人物纹壶
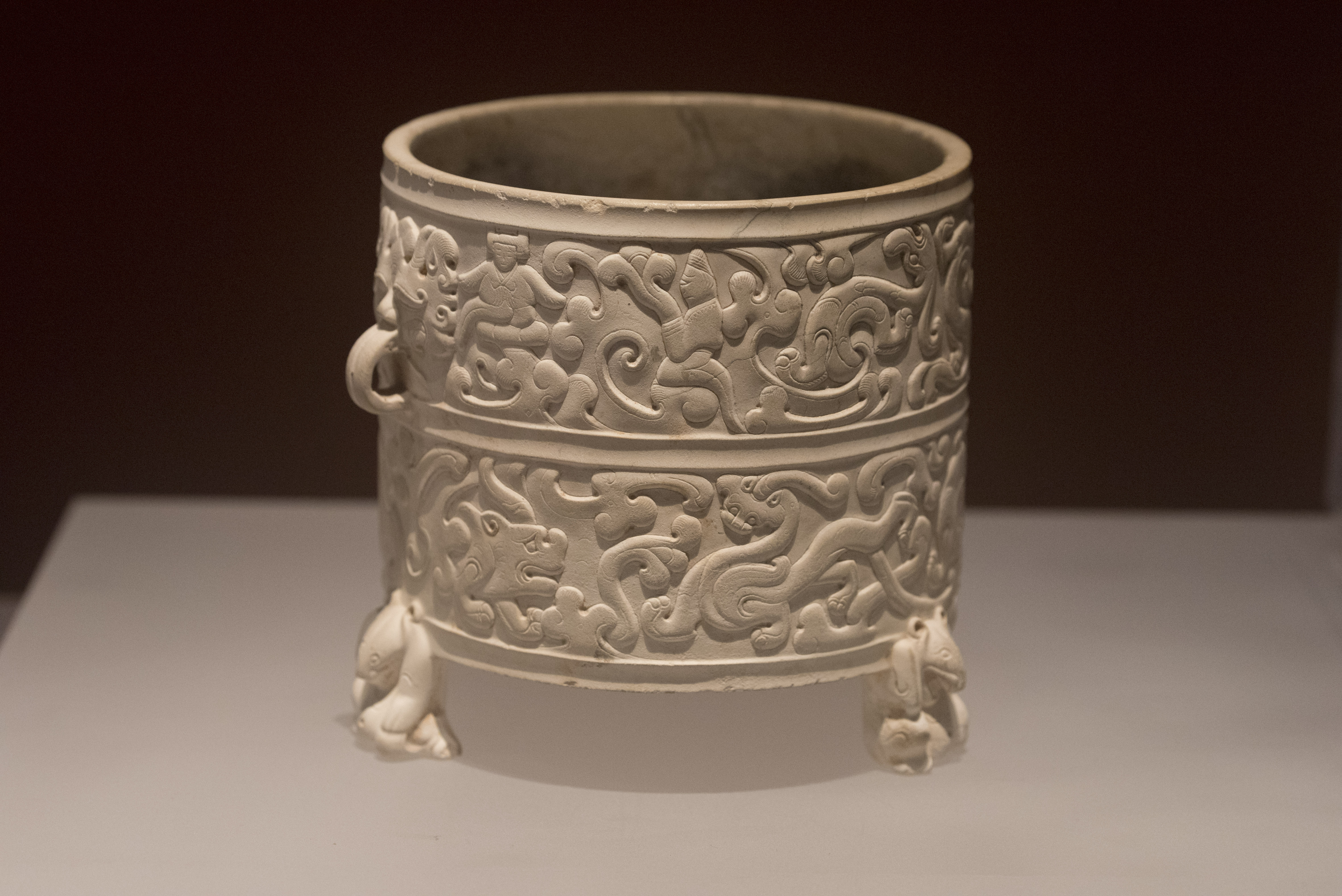
神兽纹玉樽